# Ria Thompson
Ria Thompson (3 de novembro de 1997) é uma remadora australiana, medalhista olímpica.

## Carreira
Formada pela Lowther Hall Anglican Grammar School, Thompson conquistou a medalha de bronze nos Jogos Olímpicos de Verão de 2020 em Tóquio com a equipe da Austrália no skiff quádruplo feminino, ao lado de Rowena Meredith, Harriet Hudson e Caitlin Cronin, com o tempo de 6:12.08.